# جون اولسن (كاتب)
جون اولسن (بالدنماركية: John Olsen)‏ هو منتج أفلام وكاتب سيناريو دنماركي، ولد في 12 أغسطس 1888 في الدنمارك في مملكة الدنمارك، وتوفي بنفس المكان في 9 ديسمبر 1959.

## وصلات خارجية
- جون اولسن على موقع IMDb (الإنجليزية)
- جون اولسن على موقع قاعدة بيانات الأفلام السويدية (السويدية)
- جون اولسن على موقع قاعدة بيانات الفيلم (الإنجليزية)
- جون اولسن على موقع كينوبويسك (الروسية)